# Grüß Gott
Grüß Gott (pronúncia alemã: ɡʁyːs ˈɡɔt, significando literalmente "(pode) Deus cumprimentar (você)") é um cumprimento, menos frequentemente uma despedida, utilizado em várias regiões do Sul da Alemanha (em alemão: Süddeutschland), especialmente na Baviera, na Suábia, na Francônia, em Württemberg, em grande parte da Áustria e em Tirol do Sul, na Itália.

## Origem e forma

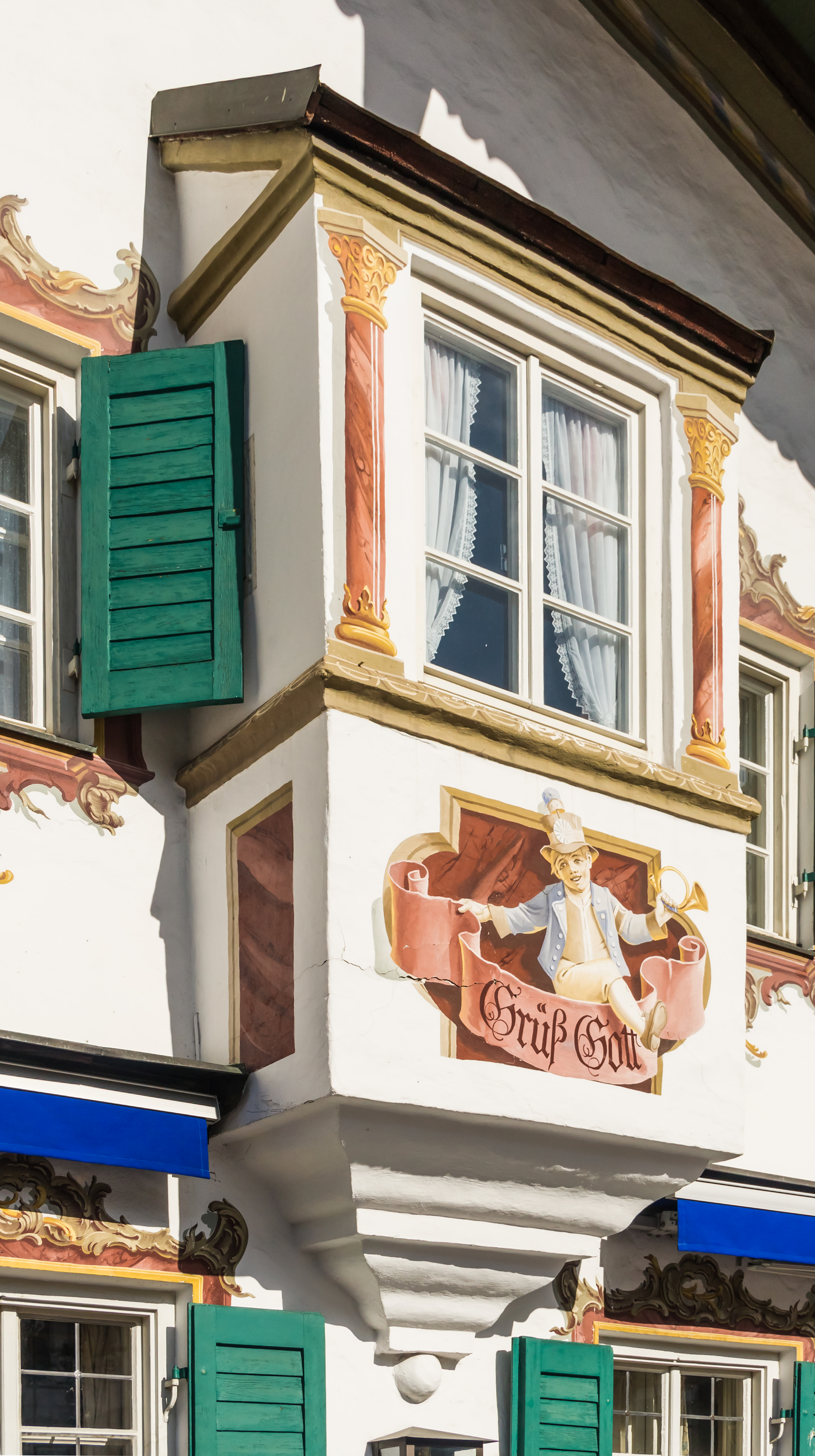
Saudação na fachada de uma pousada em Oberammergau, na Baviera. Grüß Gott é utilizada na Baviera e na Áustria, em vez de Guten Tag ("Oi", "Olá", "Bom dia").

A saudação foi divulgada no século 19 pelo clero católico e, juntamente com as suas variantes, tem sido a forma de saudação mais comum no sul da Alemanha e na Áustria. A saudação muitas vezes recebe uma resposta sarcástica dos habitantes do Norte (e, portanto, principalmente protestantes alemães) como "Se eu vê-Lo" (em alemão: Wenn ich ihn sehe) ou "Esperemos que não muito em breve" (em alemão: Hoffentlich nicht so bald).
Grüß Gott é a forma abreviada das expressões Grüße dich Gott ("Saudações a Deus") e Grüße euch Gott ("Que Deus vos saúdam"). Nesse caso, o verbo grüßen originalmente tinha um significado semelhante à segnen ("abençoar"), embora atualmente signifique "cumprimentar". O significado essencial da Grüß (dich) Gott é, portanto, "Deus te abençoe". Tal expressão religiosa utilizada como saudação só existe em alguns países.Por exemplo, as pessoas desejam uma a outra um simples dzień dobry na Polônia, buenos días na Espanha e 'bom dia' no Brasil e em Portugal, enquanto que em gaélico a saudação popular é Dia dhuit ('Deus com você'), semelhante ao 'adeus' em português, uma contração de 'Deus fique com você'; já a expressão inglesa goodbye tem um significado menos obviamente religioso. Situação semelhante pode ser verificada na expressão formal catalã Adéu-siau ("Fique com Deus" em catalão arcaico). Por outro lado, a origem religiosa ainda é evidente no adieu francês, no adiós espanhol, no addio italiano, no 'adeus' português, e no adeu catalão ("A Deus", provavelmente uma contração de "Confio-vos a Deus"). Na Finlândia, por exemplo, um grupo religioso chamado Laestadianism costuma expressar Jumalan terve ("cumprimentar Deus").
Assim como outros cumprimentos, Grüß Gott pode variar em significado, de profundamente emocional para casual ou superficial. Variações populares são Grüß dich (Gott) e o seu plural Grüß euch (Gott), que significa literalmente "Cumprimentá-lo (Deus)". A pronúncia do cumprimento varia de acordo com a região, como, por exemplo, Grüß dich, por vezes abreviado para Grüß di (a variação Grüß di Gott pode ser verificada em alguns lugares). Na Baviera e na Áustria, griaß di e griaß eich são expressões comumente utilizadas, apesar de seus equivalentes em alemão padrão (em alemão: Hochdeutsch) não serem igualmente incomuns. Uma despedida comum análoga à grüß Gott é pfiat' di Gott, uma contração de Behüte dich Gott ('Deus te proteja'), o que em si não é comum a todos. Esta expressão é igualmente encurtada para pfiat' di/eich, ou se uma pessoa é abordada formalmente, usa-se pfia Gott principalmente em Altbayern, Alemanha, na Áustria e em Tirol do Sul, Itália.
Na sua forma padrão alemã, grüß Gott é mais acentuada na segunda palavra e em muitos lugares é utilizado não só na vida cotidiana, mas também é comum nas comunicações oficiais dos estados acima mencionados. O uso do cumprimento guten Tag ('bom dia') é menos prevalente, mas há aqueles que não gostam de grüß Gott por causa de sua conotação religiosa. Na Baviera, guten Tag é considerada uma expressão distante, sendo que, por vezes, leva a mal-entendidos; no entanto, se a pessoa abordada é do Norte da Alemanha, pode ser entendido como um gesto amigável.

## Marca nominativa
A saudação Griaß di, variante regional de Grüß Gott, foi protegida por uma empresa alemã em 2011 como marca nominativa para determinados grupos de produtos. A solicitação de proteção da marca foi aceita pelo Instituto de Harmonização do Mercado Interno (IHMI), organismo da União Europeia que registra marcas, desenhos e modelos.